# Carmen Small
Carmen Small (* 20. April 1980 in Durango) ist eine Sportliche Leiterin im Radsport aus den Vereinigten Staaten. Als aktive Radrennfahrerin wurde sie zweimal Weltmeisterin im Mannschaftszeitfahren.

## Sportliche Laufbahn
Von Kind an war Carmen Small sehr sportlich und betätigte sich in vielen Sportarten, darunter Skilanglauf, Basketball, Volleyball und Leichtathletik. Volleyball spielte sie in ihrer Schul- wie in ihrer College- und Universitäts-Mannschaft und begann, Triathlons zu bestreiten. Sie schloss ein Studium der Mathematik an der Colorado State University ab.
Ab 2006 wandte sich Small dem Radsport zu. Schon im Jahr darauf belegte sie bei den US-amerikanischen Straßenmeisterschaften Platz zwölf. 2012 wurde sie Dritte der nationalen Straßenmeisterschaft.
2013 wurde Carmen Small US-amerikanische Meisterin im Einzelzeitfahren und gewann das kanadische Rennen Chrono Gatineau. Im September 2013 wurde sie gemeinsam mit ihrer Mannschaft (Lisa Brennauer, Katie Colclough, Evelyn Stevens, Ellen van Dijk und Trixi Worrack) von Specialized-lululemon bei den UCI-Straßen-Weltmeisterschaften 2013 in Florenz Weltmeisterin im Mannschaftszeitfahren und im Jahr danach (mit Chantal Blaak, Lisa Brennauer, Karol-Ann Canuel, Evelyn Stevens und Trixi Worrack) ein weiteres Mal. 2015 wurde sie panamerikanische Meisterin im Einzelzeitfahren.
2017 wechselte Small zum dänischen Team Virtu Cycling. Zum Ende der Saison beendete sie ihre aktive Laufbahn und wurde Sportliche Leiterin des Teams.
Nach ihrer Laufbahn als Aktive gründete Small zusammen mit der ebenfalls vom aktiven Sport zurückgetretenen Iris Slappendel und der aktiven Sportlerin Gracie Elvin die Cyclists' Alliance, ein Berufsverband von Radrennfahrerinnen.

## Erfolge
2012
- Classica Citta di Padova

2013
- Weltmeisterin – Mannschaftszeitfahren (mit Lisa Brennauer, Katie Colclough, Evelyn Stevens, Ellen van Dijk und Trixi Worrack)
- Weltmeisterschaft – Einzelzeitfahren
- US-amerikanische Meisterin – Einzelzeitfahren
- Chrono Gatineau
- eine Etappe Internationale Thüringen-Rundfahrt der Frauen
- eine Etappe Lotto Belgium Tour
- eine Etappe Holland Ladies Tour

2014
- Weltmeisterin – Mannschaftszeitfahren (mit Chantal Blaak, Lisa Brennauer, Karol-Ann Canuel, Evelyn Stevens und Trixi Worrack)
- eine Etappe Energiewacht Tour

2015
- Panamerikameisterin – Einzelzeitfahren
- Chrono Gatineau

2016
- US-amerikanische Meisterin – Einzelzeitfahren